# Злочиначки умови (2. сезона)
Злочиначки умови (engl. Criminal Minds) је америчка криминалистичка драмска телевизијска серија која прати рад Јединице за анализу понашања (ЈАП-а) (engl. Behavioral Analysis Unit - BAU) чије је седиште у Квантику у Вирџинији. Серија се разликује од других серија те врсте по томе што се више усредсређује на злочинца него на сам злочин. Серију је продуцирала продукција The Mark Gordon Company у сарадњи са телевизијским студијима CBS и ABC. Серија је првобитно названа Квантико, а пробна епизода је снимљена у Ванкуверу.

## Опис
Друга сезона серије Злочиначки умови емитовала се на CBS-у од 20. септембра 2006. до 16. маја 2007. године. Након 6. епизоде Лола Глаудини је напустила серију. Њу је од девете епизоде заменила Паџет Брустер. Кирстен Вангснес је додата у шпицу.

## Улоге
- Менди Патинкин кao Џејсон Гидеон
- Томас Гибсон кao Арон Хочнер
- Лола Глаудини кao Ел Гринавеј (епизоде 1−6)
- Паџет Брустер кao Емили Прентис (епизоде 9−23)
- Шемар Мур кao Дерек Морган
- Метју Греј Габлер кao Спенсер Рид
- А.Џ. Кук кao Џенифер Џаро
- Кирстен Вангснес кao Пенелопи Гарсија

## Епизоде
| Бр. еп. (укупно) | Бр. еп. (у сезони) | Наслов                                  | Редитељ              | Сценариста                   | Премијера           | Прод. код | Гледаност у САД-у (милиони) |
| --- | ------------------ | --------------------------------------- | -------------------- | ---------------------------- | ------------------- | --------- | --------------------------- |
| 23 | 1                  | "Краљ рибар (2. део)"                   | Глорија Муцио        | Едвард Ален Бернеро          | 20. септембар 2006. | 201       | 15.65                       |
| Док ЈАП наставља да дешифрује трагове које је оставио психопатски убица Рендал Гарнер, Рид открива личну везу која би могла да реши случај. Ел се бори за живот пошто је упуцана у сопственој кући. |                    |                                         |                      |                              |                     |           |                             |
| 24 | 2                  | "П911"                                  | Адам Дејвидсон       | Сајмон Мирен                 | 27. септембар 2006. | 203       | 16.54                       |
| Када се нестали дечак појавио на онлајн аукцији, Јединица за анализу понашања (ЈАП) сарађује са бившом профилисткињом Кетрин Кол и Јединицом за невине слике ФБИ-ја како би спасила дечаков живот. Хоч и Рид постају све забринутији за Ел када се вратила са боловања.                                                                                         |                    |                                         |                      |                              |                     |           |                             |
| 25 | 3                  | "Савршена олуја"                        | Феликс Алкала        | Дебра Џ. Фишер и Ерика Месер | 4. октобар 2006.    | 202       | 15.19                       |
| Када се низ убистава убистава у Џексонвилу на Флориди повећао и укључује психолошке нападе на породице жртава, ЈАП сумња да су злочине починиле две особе које раде заједно као тандем. |                    |                                         |                      |                              |                     |           |                             |
| 26 | 4                  | "Психодрама"                            | Гај Норман Би        | Арон Зелман                  | 11. октобар 2006.   | 204       | 16.73                       |
| Када је пљачкаш банке у Лос Анђелесу у Калифорнији прешао од тога да тера своје жртве да се свлаче на то да ризикују њихове животе, ЈАП креће да га ухвати пре него што поново нападне. Хочов однос са Хејли постаје све напетији. |                    |                                         |                      |                              |                     |           |                             |
| 27 | 5                  | "Последице"                             | Тим Мејтсон          | Крис Манди                   | 18. октобар 2006.   | 205       | 16.20                       |
| Када је серијски силоватељ из Дејтона у Охају наставио свој поход након шестонедељне паузе, Јединица за анализу понашања (ЈАП) сарађује са месним властима како би спровела сложену стратегију за његово хватање. Ел доноси одлуку која обећава да ће послати шокантне таласе кроз екипу.                                                                       |                    |                                         |                      |                              |                     |           |                             |
| 28 | 6                  | "Бабарога"                              | Стим Бојам           | Енди Бушел                   | 25. октобар 2006.   | 206       | 16.77                       |
| Док је Ел подвргнута психолошкој процени, а Хоч је држи на оку, преостали чланови ЈАП-а крећу у проналажење серијског убице из Озоне у Тексасу одговорног за насилну смрт неколико мале деце. |                    |                                         |                      |                              |                     |           |                             |
| 29 | 7                  | "Северни Мејмон"                        | Мет Ерл Бизли        | Ендру Вајлдер                | 1. новембар 2006.   | 207       | 16.97                       |
| Када су три тинејџерке из Пенсилваније отете у ноћи митинга подршке, ЈАП је приморана да направи профил целог града. Џеј-Џеј се бори са личним утварама, а екипа наставља да се опоравља од Елиног наглог одласка. |                    |                                         |                      |                              |                     |           |                             |
| 30 | 8                  | "Празна планета"                        | Елоди Кин            | Ед Напије                    | 8. новембар 2006.   | 208       | 17.57                       |
| Када је бомбаш циљао технолошки напредне установе широм Сијетла, ЈАП креће да утврди да ли делује сам и који су му скривени мотиви. |                    |                                         |                      |                              |                     |           |                             |
| 31 | 9                  | "Последња реч"                          | Глорија Муцио        | Дебра Џ. Фишер и Ерика Месер | 15. новембар 2006.  | 209       | 16.48                       |
| Када су две жене пронађене мртве у Сент Луису у Мисурију, ЈАП трага за двоје серијских убица које покушавају да се међусобно надмаше. Хоч постаје сумњичав према Емили Прентис, могућој новој чланици екипе која жели да докаже да заслужује место у екипи. |                    |                                         |                      |                              |                     |           |                             |
| 32 | 10                 | "Научене лекције"                       | Гај Норман Би        | Џим Клементе                 | 22. новембар 2006.  | 210       | 16.56                       |
| Када је током рације УСД-а пронађена хемијска бомба, Гидеон, Рид и Прентисова путују у притворски логор у заливу Гвантанамо како би испитали вођу ћелије „спавача“ док преостали чланови ЈАП-а крећу да спрече напад на тлу САД-а |                    |                                         |                      |                              |                     |           |                             |
| 33 | 11                 | "Секс, рођење, смрт"                    | Гвинет Хордер-Пејтон | Крис Манди                   | 29. новембар 2006.  | 211       | 17.92                       |
| Када је неколико проститутки пронађено мртво широм Вашингтонског градског подручја, Рид сумња да је проблематични средњошколац одговоран за гнусне злочине. Хоч улази у свет прљаве политике пошто га је политички тешкаш приморао да случај држи у тајности.                                                                                                   |                    |                                         |                      |                              |                     |           |                             |
| 34 | 12                 | "Профајлер, профилисан"                 | Глен Кершо           | Едвард Ален Бернеро          | 13. децембар 2006.  | 212       | 16.06                       |
| Када је Морган означен као главни осумњичени у низу убистава, ЈАП покушава да докаже његову невиност и убеди тврдоглавог детектива из Чикага. Хоч открива тајну која га тера да преиспита све што је мислио да зна о Морганoвој прошлости. |                    |                                         |                      |                              |                     |           |                             |
| 35 | 13                 | "Без излаза"                            | Џон Галагер          | Сајмон Мирен                 | 17. јануар 2007.    | 213       | 12.99                       |
| Истражујући низ убистава у Голконди у Невади, ЈАП мора да открије зашто се тајанствени човек враћа сваке године и где су његове најновије жртве. |                    |                                         |                      |                              |                     |           |                             |
| 36 | 14                 | "Велика игра (1. део)"                  | Глорија Муцио        | Едвард Ален Бернеро          | 4. фебруар 2007.    | 215       | 26.31                       |
| Када је пар из предграђа Атланте у Џорџији исечен на смрт у свом дому у ноћи Супербола, ЈАП креће у проналажење верског екипу убица, али један од њих се суочава са стањем опасним по живот. |                    |                                         |                      |                              |                     |           |                             |
| 37 | 15                 | "Откровења (2. део)"                    | Гај Норман Би        | Крис Манди                   | 7. фебруар 2007.    | 216       | 16.27                       |
| Када је серијски убица Тобијас Хенкел, који пати од поремећаја вишеструке личности, отео Рида, ЈАП жонглира између спасавања свог колеге и спречавања Тобијаса да одузме још један живот. У заточеништву, Рид се враћа у своје проблематично детињство. |                    |                                         |                      |                              |                     |           |                             |
| 38 | 16                 | "Страх и гнушање"                       | Роб Спера            | Арон Зелман                  | 14. фебруар 2007.   | 214       | 15.16                       |
| Када су четири Афроамериканке и један белац пронађени мртви у Пикскилу у Њујорку, ЈАП открива злокобни мотив. Рид се бори да превазиђе зависност од Дилаудида док поново проживљава мучење и дрогирање. |                    |                                         |                      |                              |                     |           |                             |
| 39 | 17                 | "Ужас"                                  | Џон Ф. Шоалтер       | Оан Ли                       | 21. фебруар 2007.   | 217       | 13.71                       |
| Када се догодио низ убистава широм Хјустона у Тексасу, ЈАП сумња да имају посла са бескућником који је против гентрификације. Прентисова примећује изненадну промену у Ридовом понашању. |                    |                                         |                      |                              |                     |           |                             |
| 40 | 18                 | "Џоунс"                                 | Стив Шил             | Енди Бушел                   | 28. фебруар 2007.   | 218       | 14.50                       |
| Када је серијски убица из Новог Орлеанса у Луизијани наставио свој злочиначки поход пошто је две године сматран мртвим, Јединица за анализу понашања (ЈАП) сарађује са детективом полиције Новог Орлеанса Вилијамом Ламонтејном млађим како би дешифровали једини траг који имају. Рид наставља да се бори са последицама тога што га је Тобијас узео за таоца. |                    |                                         |                      |                              |                     |           |                             |
| 41 | 19                 | "Прах и пепео"                          | Џон Галагер          | Ендру Вајлдер                | 21. март 2007.      | 219       | 15.19                       |
| Када су две породице из Сан Франциска у Калифорнији изгореле док су спавале, Јединица за анализу понашања (ЈАП) утврђује да су обе групе жртава повезане преко радикалне еколошке групе која користи ватру да би ширила своју поруку. |                    |                                         |                      |                              |                     |           |                             |
| 42 | 20                 | "Част међу лоповима"                    | Хесус Тревињо        | Аорн Зелман                  | 11. април 2007.     | 220       | 12.80                       |
| Када је руска избеглица отет из свог дома у Балтимору у Мериленду и задржан ради откупа, ЈАП са Прентисином отуђеном мајком, посланицом Елизабет Прентис, како би утврдила идентитет отмичара. |                    |                                         |                      |                              |                     |           |                             |
| 43 | 21                 | "Отворена сезона"                       | Феликс Алкала        | Дебра Џ. Фишер и Ерика Месер | 2. мај 2007.        | 222       | 13.28                       |
| Када су три особе пронађене мртве у удаљеном региону Националне шуме Бојси у Идаху, а четврта се води као нестала, ЈАП креће да направи профил и пронађе двојицу убица који лове своје жртве забаве ради. |                    |                                         |                      |                              |                     |           |                             |
| 44 | 22                 | "Наслеђе"                               | Глен Кершо           | Едвард Ален Бернеро          | 9. мај 2007.        | 223       | 12.92                       |
| Када је детектив из Канзасграда стигао у Квантико са подацима о низу тајанствених нестанака, ЈАП креће да ухвати убицу опредељеног на задатак који верује да чини услугу свету убијајући бескућнике. |                    |                                         |                      |                              |                     |           |                             |
| 45 | 23                 | "Френкова еволуција: Без излаза 2. део" | Едвард Ален Бернеро  | Сајмон Мирен                 | 16. мај 2007.       | 224       | 13.21                       |
| Када је плодни серијски убица Френк Бриткопф провалио у Гидеонов стан и убио његову девојку, Јединица за анализу понашања (ЈАП) је приморана да открије профиле обојице док заобилазе месне власти и предводе сопствену истрагу. Шефица одсека Ерин Страус уцењује једног агента да пружи податке изнутра о Хочовим методама.                                   |                    |                                         |                      |                              |                     |           |                             |